# Història dels animals

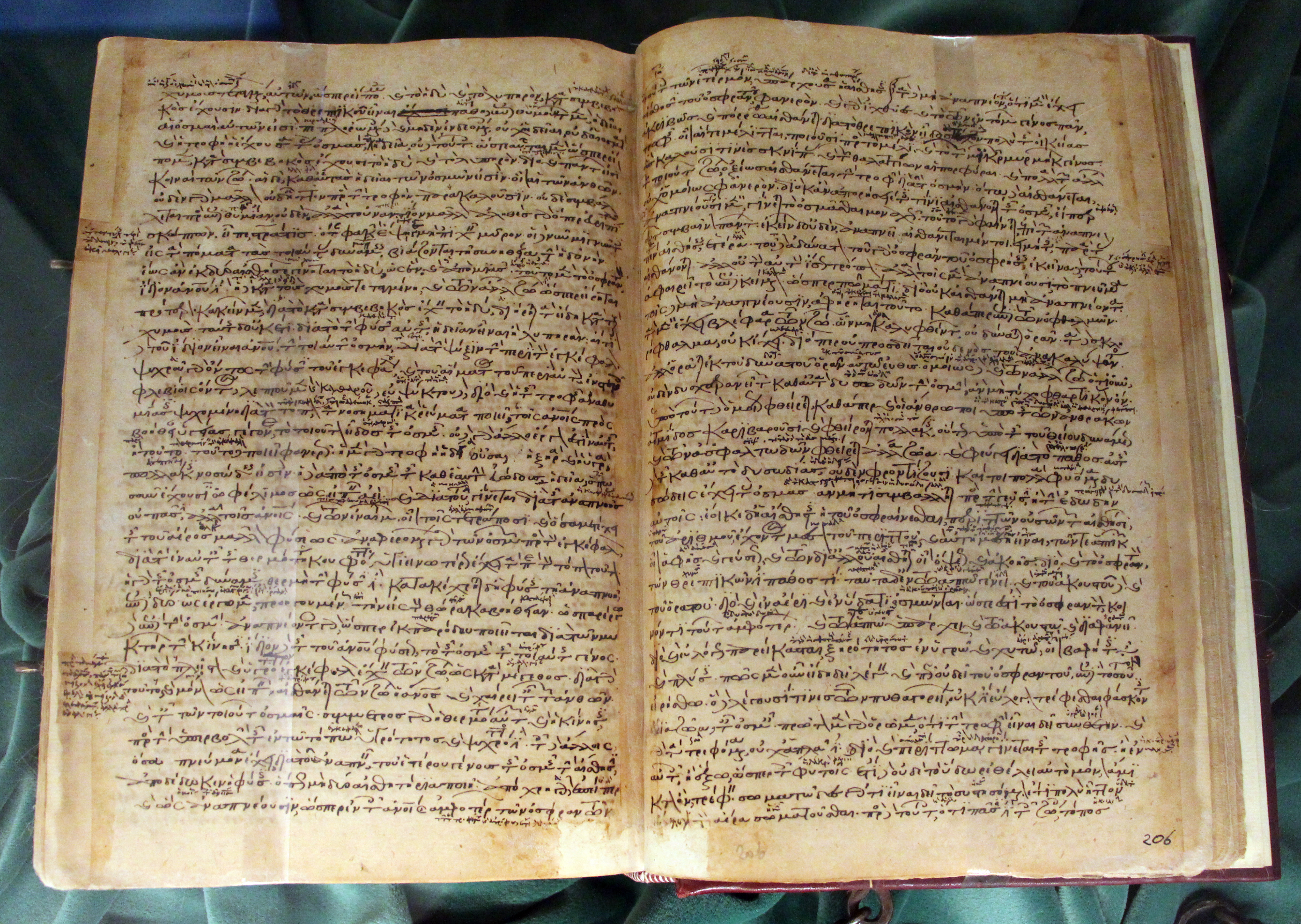
Historia animalium et al., Costantinople, XII sec. (Biblioteca Medicea Laurenziana, pluteo 87.4)

La Història dels animals (en grec Περὶ τὰ ζῷα ἱστορίαι, Perì tá zỗa historíai, en llatí Historia Animalium) és una obra sobre zoologia escrita en grec per Aristòtil cap a 343 aC. Aquest tractat consta de 9 llibres. El llibre 10 es considera apòcrif. Aquest text es va conèixer a Occident per una adaptació àrab anomenada Kitāb al-hayawān que també conté les altres obres sobre zoologia d'Aristòtil: Parts dels animals i Generació dels animals. El filòsof grec Aristòtil (384 aC -322 aC) va fer molts tractats sobre el món animal. Aristòtil intentà fer una classificació exhaustiva dels animals. En Història dels animals, va fer una biologia general dels animals, en Parts dels animals, una anatomia i fisiologia comparades, i en Generació dels animals, la biologia del seu desenvolupament.
Es pot dir que la Història dels animals d'Aristòtil és més un estudi literari que no pas un estudi científic, la classificació dels animals es troba a partir del capítol VI del llibre primer. · .
Aristòtil coneixia més de 400 espècies d'animals de les quals n'havia dissecat 50. Aristòtil distingeix dues grans categories: Els animals que tenen sang (Enaima) i els animals que no en tenen pas (Anaima). Els primers representen els vertebrats, els segons els invertebrats. La classificació dels animals, segons Aristòtil, és esquemàticament la següent:

- ἄναιμα, anaima (animals sense sang)
- # όστρακόδέρμα, ostrakoderma «animals amb la pell coberta de conquilles» (és a dir, gastròpodes, acèfals, zoòfits)
- # ἔντομα, entoma «animals tallats en segments» (p. ex.: artròpodes que no són crustacis, cucs)
- # μαλακόστρακα, malakostraka «animals amb conquilles toves» (p. ex.: crustacis)
- # μαλάκια, malakia «animals tous» (p. ex.: cefalòpodes)
- ἔναιμα, enaima (animals amb sang)
- # ἰχθύες, ikthues (p. ex.: peixos)
- # τετράποδα ή ἄποδα ῲοτοκοῦντα, tetrapoda i apoda ôotokounta «animals tetràpodes i àpodes ovípars» (p. ex.: rèptils i amfibis)
- # ὄρνιθες, ornithes (p. ex.: ocells)
- # ζῳοτοκοῦντα ὲν αύτοῖς, zôotokounta en autois «animals interiorment vivípars» (p. ex.: mamífers)

En el llibre VIII de la Història dels animals, Aristòtil pensa també que els animals es poden classificar segons una escla gradual de perfecció de la Natura, la Scala naturæ, que va de les plantes als éssers humans. Partint de la matèria inanimada el seu sistema tenia dotze graus. Els animals de major grau venien al món en condicions càlides i humides, mentre que els de grau inferior naixien freds, secs dins ous.
L'escala de la natura, segons Aristòtil, de manera decreixent era:

- I. Els éssers humans,
- II. quadrúpedes vivípars,
- III. cetacis,
- IV. animals amb sang ovípars,
- V. cefalòpodes,
- VI. crustacis,
- VII. els animals segmentats,
- VIII. els mol·luscs amb conquilles,
- IX. els oòfits (entre animals i vegetals),
- X. les plantes superiors,
- XI. les plantes inferiors,
- XII. els éssers inanimats.